# شغل پرماجرای میبل
شغل پرماجرای میبل (انگلیسی: Mabel's Dramatic Career) یک فیلم کوتاه کمدی آمریکایی است که در سال ۱۹۱۳ منتشر شد و راسکو آرباکل در آن حضوری افتخاری داشت.

## بازیگران
- میبل نورماند
- مک سنت
- فورد استرلینگ
- آلیس دونپورت
- ویرجینیا کارتلی
- چارلز آوری
- راسکو آرباکل
- چارلز اینسلی
- پلیس‌های کی‌استون